# Wednesday Campanella
 (mai 2025).
Si vous disposez d'ouvrages ou d'articles de référence ou si vous connaissez des sites web de qualité traitant du thème abordé ici, merci de compléter l'article en donnant les références utiles à sa vérifiabilité et en les liant à la section « Notes et références ».
Wednesday Campanella (水曜日のカンパネラ, Suiyōbi no Kanpanera) est un groupe de musique électronique japonais formé en 2012. Les membres sont Utaha, Hidefumi Kenmochi et Dir.F.

## Histoire

### Formation
En 2011, Dir.F et Kenmochi se rencontrent pour la première fois au Design Festa de Tokyo. Étant manager de label chez Tsubasa Records, Dir.F désire commencer un nouveau projet musical constitué de membres féminins. De son côté, Kenmochi a en tête de produire une musique nouvelle, de l'après séisme de 2011 de la côte Pacifique du Tohoku. Les deux décident alors de former un groupe et nomment le projet "Wednesday Campanella". En 2012, Dir.F rencontre KOM_I lors d'une fête chez un ami commun et invite la jeune femme à se joindre au groupe. Depuis le 6 septembre 2021 Utaha remplace KOM_I.

### Carrière
Le groupe publie ses premiers titres, Oz et Kukai sur Youtube en Juillet 2012. Leur premier CD, Suiyōbi no Campanella Demo 1 est disponible au Design Festa de Tokyo, en novembre de la même année.
Le 11 mars 2013, KOM_I se produit seule au club tokyoïte, le Shimokitazawa ERA, pour la toute première performance du groupe. 
Leur premier mini-album intitulé Crawl to Saka Agari (クロールと逆上がり) sort en Mai 2013 et est exclusivement vendu à la boutique Village Vanguard de Shimokitazawa.
En septembre 2013, le groupe atteint un de ses nombreux objectifs: jouer au Ringo Ongakusai Festival. Le mois suivant, le deuxième mini-album Rashomon (羅生門) est exclusivement disponible dans les bacs de Tower Records.
En Mars 2014, après avoir mené une série d'interviews sur le web avec la plateforme de musique en ligne OTOTOY, le groupe sort son troisième mini-album, Cinema Jack (シネマジャック).
Le 5 août 2014, Wednesday Campanella réalise son premier grand single, Momotaro, sur la radio J-WAVE, à l'occasion de la sortie de son quatrième mini-album, Watashi wo Onigashima ni Tsuretette (私を鬼が島に連れてって), prévue trois mois plus tard.
En 2015, le groupe sort son premier EP, Triathlon. Contrairement aux versions précédentes, les trois titres de cet opus ont chacun été produits par un producteur différent: Kenmochi, OORUTAICHI et OBKR, du duo japonais N. O. R. K..
En Mars 2016, KOM_I annonce que le prochain album sortira en juin, à l'occasion de la première date américaine du groupe, au festival SXSW. L'album, disponible chez Warner Records dès le 22 juin 2016, s'intitule UMA.
En 2018, le groupe collabore à un titre de l'album de Moodoid "cité champagne", paru chez Because Music. Le titre "Language" apparait en 12ème position et sous forme de titre caché. 
Le 3 août 2018, le groupe sors un nouveau single en featuring avec le groupe écossais CHVRCHES: "Out of my head"
Le 27 octobre 2021, sortie des morceaux Buckingham et Alice avec la nouvelle chanteuse du groupe, Utaha.

## Membres du groupe
- Utaha (詩羽?) - Interprète, chanteuse depuis le 6 septembre 2021,
- KOM_I (コムアイ, komuai?) - interprète, chanteuse,
- Hidefumi Kenmochi (ケンモチ ヒデフミ?) - producteur de musique,
- Dir.F. (ディレクター・エフ?) - directeur.

## Nom du groupe
Le nom Wednesday Campanella est une référence aux rendez-vous habituels entre les membres, qui avaient généralement lieu le mercredi. Pour leur concert aux États-Unis, le groupe, jusque-là nommé Suiyōbi no Campanella, se produit sous son nom anglais, Wednesday Campanella.

## Performances live
Après discussion, Kenmochi et Dir.F ont pensé que l'apparition d'hommes sur scène n'était pas recommandée. Dès lors, KOM_I apparaît systématiquement seule et créé des shows aux allures de karaoké.

## Musique
Kenmochi est principalement chargé de la production musicale, de la composition, des arrangements, ainsi que de l'écriture. Chaque titre contient des références à des événements historiques, des célébrités, ou à des moments-clés dans la culture populaire. Les paroles de Kenmochi, généralement considérées comme dénuées de sens, sont pourtant empreintes de profondes réflexions.
KOM_I n'avait aucune expérience dans la musique jusqu'à ce qu'elle rejoigne le groupe. Kenmochi l'a choisie car il aimait le décalage entre sa voix claire et la musique hip-hop qu'il produisait. Au départ, KOM_I prêtait seulement sa voix mais elle participe depuis peu au processus de production (qu'elle a commencé avec Rashomon).

## Discographie

### Albums
- 2013: Crawl to Saka Agari (クロールと逆上がり), Tsubasa Records
- 2013: Rashomon (羅生門), Tsubasa Records
- 2014: Cinema Jack (シネマジャック), Tsubasa Records
- 2014: Watashi wo Onigashima ni Tsuretette (私を鬼ヶ島に連れてって), Tsubasa Records
- 2015: Zipangu (ジパング), Tsubasa Records
- 2016: UMA, Warner Records
- 2017: SUPERMAN, Warner Records

### E.P.
- 2015: Triathlon (トライアスロン), Tsubasa Records
- 2016: SUPERKID, Warner Records

### Album de reprises
- 2014: Anmin Dofu (安眠豆腐), Tsubasa Records

### Compilation
- 2016: Jugem' Je t'aime (寿限無ジュテーム), Specific Records / Alegori Music